# هنري ك. ألين
هنري ك. ألين (بالإنجليزية: Henry C. Allen)‏ هو سياسي أمريكي، ولد في 19 مارس 1838، وتوفي في 31 أكتوبر 1889.
1. ↑   https://history.house.virginia.gov/search. {{استشهاد ويب}}: |url= بحاجة لعنوان (مساعدة) والوسيط |title= غير موجود أو فارغ (من ويكي بيانات) (مساعدة)